# Donaustadt
Donaustadt ( [ˈdoːnaʊ̯ˌʃtat] (ajuda·info); pt: Cidade do Danúbio)  é o 22º distrito da cidade de Viena, na Áustria. Localizado na parte nordeste, é o maior distrito da cidade, ocupando ¼ da área de Viena, com  102,34 km². Ele é limítrofe com o 2º distrito (Leopoldstadt), o 11º distrito (Simmering) e o 21º distrito (Floridsdorf), além de áreas da Baixa Áustria.  Sua população é de 146.616 habitantes (censo 2006).